# Departamento de Transporte de Arizona
El Departamento de Transporte de Arizona (en inglés: Arizona Department of Transportation, ADOT) es la agencia estatal gubernamental encargada en la construcción, inspección y mantenimiento de una vasta red de transporte al igual que las carreteras estatales y federales del estado de Arizona al igual que aeropuertos municipales.

## Historia
El departamento fue creado en 1974 cuando se funcionaron el Departamento de Carreteras de Arizona (Arizona Highway Department) con el Departamento de Aeronáutica de Arizona (Arizona Department of Aeronautics).
Anteriormente el secretario del Departamento de Transporte de los Estados Unidos Mary Peters era Director de ADOT.